# Euploea assimilata
Euploea assimilata är en fjärilsart som beskrevs av Felder 1865. Euploea assimilata ingår i släktet Euploea och familjen praktfjärilar. Inga underarter finns listade i Catalogue of Life.